# Thermistis
Thermistis is een kevergeslacht uit de familie van de boktorren (Cerambycidae). De wetenschappelijke naam van het geslacht werd voor het eerst geldig gepubliceerd in 1867 door Pascoe.

## Soorten
Thermistis omvat de volgende soorten:
- Thermistis cheni Lin & Chou, 2012
- Thermistis conjunctesignata Rondon & Breuning, 1970
- Thermistis croceocincta (Saunders, 1839)
- Thermistis hainanensis Lin & Yang, 2012
- Thermistis kaiyuni Chou & Kurihara, 2012
- Thermistis nigromacula Hua, 1992
- Thermistis rubromaculata Pu, 1984
- Thermistis sagittifera Pesarini & Sabbadini, 1999
- Thermistis sulphureonotata Pu, 1984
- Thermistis taiwanensis Nara & Yu, 1992
- Thermistis xanthomelas Holzschuh, 2007